# Irish bouzouki

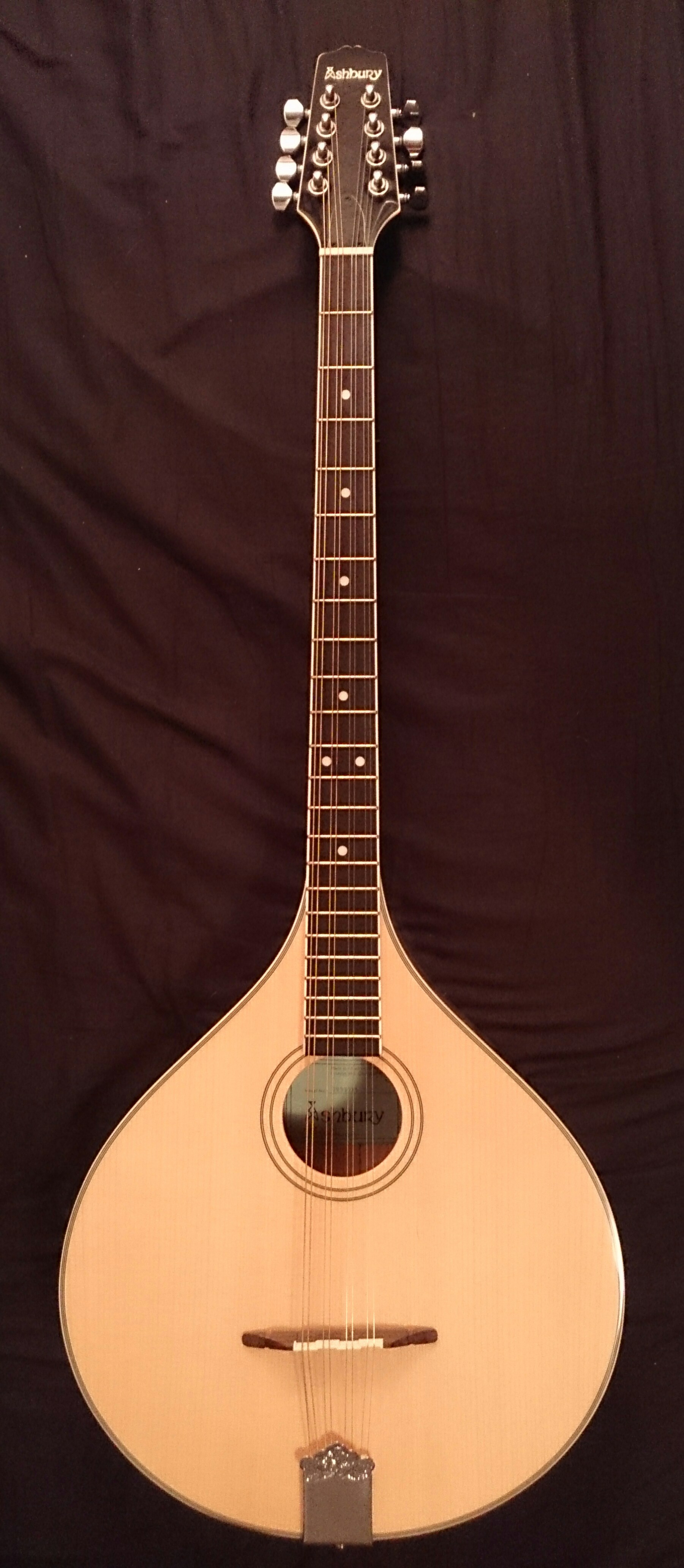
Irish bouzouki

Die Irish bouzouki („irische Bouzouki“) ist eine irische Kastenhalslaute, die in den späten 1960er Jahren aus der griechischen Bouzouki abgeleitet wurde. Sie wird hauptsächlich im Irish Folk verwendet.

## Bauform, Spielweise und Klang
Von der vorwiegend in Griechenland gespielten Bouzouki, einer Schalenhalslaute mit rundem Boden, unterscheidet sich die zur Familie der Cistern gezählte irische Kastenhalslaute vor allem durch ihren flachen Boden.
Die irische Bouzouki verfügt in der Regel über vier Doppelsaiten, die häufig GG dd aa d´d´ oder AA dd aa d´d´ gestimmt sind, seltener in Gg dd´ aa e´e´. Durchgehend gleichbesaitete Doppelchöre mit der Stimmung GG dd aa d´d´ haben sich jedoch in den letzten Jahren durchgesetzt. Für die Violin- oder Mandolinenspieler wird der Fingersatz durch die Stimmung Gdae´ vereinfacht. Wegen der Weite der Mensur in der 1. Lage bietet sich aber für jene beim Melodiespiel eine andere Grifftechnik an, zum Beispiel das fis auf der D-Saite und das cis auf der A-Saite jeweils mit dem 3. Finger. Je nach Notenfolge kann man auch in der 2. Lage schneller spielen.
Der Klang der Irish bouzouki ist metallisch-klar. Die doppelte Besaitung hat zur Folge, dass auch einfache Melodien bereits einen vollen Klang entwickeln. Die Stimmung der Irish bouzouki führt zu einem offenen Klang, da die Terz der Akkorde meist ausgelassen wird (zum Beispiel wird mit einem einfachen Griff der Klang AA dd aa d´d´ erzielt), wodurch der Akkord nicht auf Dur oder Moll festgelegt ist.

## Herkunft
Das Instrument kam um 1965/66 durch Johnny Moynihan in die irische Musik, der ein griechisches Instrument von John Pearse erhielt. Nach anfänglichen Vorbehalten setzte er das Instrument abwechselnd mit Andy Irvine bei der Gruppe Sweeney’s Men ein. Einem weiten Publikum bekannt wurde die irische Bouzouki allerdings erst, als Andy Irvine seinen Musikerfreund Dónal Lunny mit dem Instrument bekannt machte und sie beide das Instrument zum stilbildenden Klang der in Irland sehr populären Gruppe Planxty machten. Sie spielten Bouzouki/Bouzouki- bzw. Bouzouki/Mandolinen-Duos. Dónal Lunny spielte die Bouzouki auch bei der Bothy Band und später als Rockinstrument bei den Moving Hearts. Sowohl Moynihan als auch Irvine und Lunny spielten doppelchörige Instrumente in der Stimmung GDAD oder GDAE. Eine interessante Variante des „Irish-Bouzouki-Style“ entwickelte Alec Finn (der sein dreichöriges Instrument DAD stimmte) Mitte der 1970er Jahre und drückte damit durch seinen individuellen Pickingstyle dem Rhythmus und Klang der Gruppe De Danann seinen Stempel auf.
Es ist nicht mehr zweifelsfrei nachzuweisen, wann eine Cister zum ersten Mal Irish bouzouki genannt wurde. Der Erste, der nachweislich ein „modernes“ Instrument baute, dürfte der Engländer Peter Abnett gewesen sein, der um 1970 in Zusammenarbeit mit Dónal Lunny ein in der Deckenkonstruktion abgeflachtes, am Boden dreigeteiltes Instrument mit deutlich ausgeprägten Zargen und einem schlanken „griechischen“ Hals entwickelte. Der englische Instrumentenbauer Stefan Sobell aus Northumberland in England entwarf zu Beginn der 1970er Jahre in Anlehnung an seine portugiesische Gitarre und seine alte Martin-Arch-Top-Gitarre (Modell C1) sowie nach dem Vorbild englischer Renaissance-Cistern eine Bouzouki mit flachem Boden, hoher Zarge, gewölbter Decke – ähnlich einer Geige – und einem tieferen Klang. Beide Instrumentenbauer sind seither vielfach kopiert und ihr Stil interpretiert worden.